# Justizberichterstattung
Die Justizberichterstattung ist ein Fachbereich des Journalismus, in dem die Bevölkerung über die Aktivitäten der Justiz, der Gerichte und Entscheidungen sowie Urteile informiert wird. Darüber hinaus erfolgen Informationen über geltendes Recht und Entscheidungen.

## Geschichte
Die Geschichte der Justizberichterstattung ist eng mit der Geschichte des Rechts verbunden. Am Anfang standen Gottesurteile. Um die Regeln auch dem Bürger bekanntzumachen, sollte breit über die Entscheidungen berichtet werden. Erstes verbindliches Recht galt mit dem altorientalischen Codex Ur-Nammu um 2100 v. Chr. Damit einher ging die Fixierung in Inschriften, Niederschriften und Protokollen. Eine erste Form der Berichterstattung wurde von Anwälten eingeführt, die sich in schriftlichen Werken dem Recht widmeten. Mit der Entwicklung des Buchdrucks konnte sich auch die Justizberichterstattung weiterentwickeln. Ab dem 16. Jahrhundert wurden Gerichtsverfahren und Prozesse zu einem Thema in den Zeitungen. Im 20. Jahrhundert wurde das Thema zu einem eigenen Ressort in den Redaktionen. Aufgrund der Finanzkrise kam es jedoch zu massiven Sparzwängen, in deren Folge das Justizressort zuerst eingespart wurde. Die heutige Entwicklung ist durch freie Mitarbeiter, Homepages und Justizblogs geprägt.

## Arbeitsweise
Die Arbeitsweise folgt den Abläufen einer normalen Redaktion eines Mediums. Die Recherche von Themen ist durch aktuelle Gerichtsprozesse vorgegeben, aus denen nur noch der für die Leserschaft interessanteste ausgewählt werden muss. Gibt das Bundesverfassungsgericht oder der Bundesgerichtshof Entscheidungen bekannt, stehen diese im Fokus der Berichterstattung. Eine wichtige Möglichkeit für die Recherche auf diesem Fachgebiet bietet die Justizpressekonferenz Karlsruhe. International steht der Internationale Strafgerichtshof im Fokus. Problematisch ist bei der Berichterstattung die Übersetzung der justizspezifischen Ausdrücke in eine für den Leser verständliche Form. Hierbei ist auf die korrekte Bedeutung einzelner Begriffe zu achten.